# Liste der Mitglieder der National Academy of Sciences/2021
Im Jahr 2021 wählte die National Academy of Sciences der Vereinigten Staaten 150 Personen zu ihren Mitgliedern.

## Neugewählte Mitglieder
- Anurag Agrawal
- Miklós Ajtai
- Serap Aksoy
- Arturo Alvarez-Buylla
- Robert S. Anderson
- Elena Aprile
- Juan J. Armesto
- Frances Bagenal
- Barbara Baker
- Anna C. Balazs
- Nenad Ban
- Ralph S. Baric
- Marisa S. Bartolomei
- Ian J. Bateman
- Mary C. Beckerle
- Jayne Belnap
- Ben S. Bernanke
- Marianne Bertrand
- Joan S. Birman
- Jean-Michel Bismut
- Donna G. Blackmond
- Kerry S. Bloom
- Gregory S. Boebinger
- Monique Borgerhoff Mulder
- Luis A. Borrero
- Gilles Brassard
- C. Jeffrey Brinker
- Alessandra Buonanno
- Mercedes Bustamante
- Hui Cao
- David Card
- Marisa Carrasco
- Michael E. Cates
- Ta Yuan Chang
- Lieping Chen
- Ulrich Christensen
- Joergen Christensen-Dalsgaard
- Peter Constantin
- Alan D’Andrea
- Dean DellaPenna
- Elizabeth S. Dennis
- Clara Deser
- Anthony Di Fiore
- Savas Dimopoulos
- Daniel J. Drucker
- Michael L. Dustin
- Odile Eisenstein
- Linda T. Elkins-Tanton
- Elliot L. Elson
- Luis Enjuanes
- Claudia A. Felser
- Robert Fettiplace
- Debra Fischer
- Katherine A. Fitzgerald
- Glenn H. Fredrickson
- Daniel Z. Freedman
- Judith Frydman
- Stephen A. Fuselier
- Laura Gagliardi
- Michele J. Gelfand
- Dedre Gentner
- Sankar Ghosh
- Vadim N. Gladyshev
- N. Louise Glass
- Robert G. Griffin
- Nikolaus Grigorieff
- Larry Guth
- Maureen R. Hanson
- Edith Heard
- Joseph Heitman
- Katherine A. High
- Donald W. Hilgemann
- Anita K. Hopper
- Holly A. Ingraham
- Nina G. Jablonski
- Laurinda A. Jaffe
- Jainendra K. Jain
- Robert Jervis
- Regine Kahmann
- Le Kang
- Anna Karlin
- Michael Kearns
- Ursula Keller
- Lisa J. Kewley
- Joseph J. Kieber
- Alexei Y. Kitaev
- Rachel Klevit
- David M. Knipe
- Rachel E. Kranton
- Kenneth Lange
- Cato T. Laurencin
- Jan E. Leach
- Yann LeCun
- Randall J. LeVeque
- Zachary B. Lippman
- David R. Liu
- Thomas E. Lovejoy (1941–2021)
- Susan T. Lovett
- Nadya Mason
- John H.R. Maunsell
- Thomas W. McDade
- Harry Y. McSween
- Peter Mészáros
- Kathryn A. Moler
- Isabel P. Montañez
- Denise J. Montell
- Kathryn J. Moore
- Tirin Moore
- Mary Ann Moran
- Stephen Morris
- Diana C. Mutz
- Lynn Nadel
- Geeta J. Narlikar
- Ralph G. Nuzzo
- Giles E. Oldroyd
- Angela V. Olinto
- Olufunmilayo F. Olopade
- Julie Overbaugh
- Bernice A. Pescosolido
- Linda Petzold
- Margaret A. Phillips
- Steward T. A. Pickett
- Adam Przeworski
- Nancy N. Rabalais
- Robin S. Reid
- Victoria Reyes-Garcia
- John R. Rickford
- Luigi Rizzi
- Elizabeth J. Robertson
- Gregory H. Robinson
- Ellen V. Rothenberg
- Edward D. Salmon
- Anneila I. Sargent
- Jonathan L. Sessler
- Ruth G. Shaw
- J. Marshall Shepherd
- Chet C. Sherwood
- M. Celeste Simon
- Gigliola Staffilani
- Julie A. Theriot
- Yi-Fang F. Tsay
- Michael Turelli
- Wilfred A. van der Donk
- Viola Vogel
- Erwin F. Wagner
- Michael R. Wasielewski
- Eileen White
- Rachel O. Wong
- Dawn J. Wright
- Ellen G. Zweibel